# Alianza Internacional de Partidos Libertarios
La Alianza Internacional de Partidos Libertarios (en inglés International Alliance of Libertarian Parties, IALP) es una agrupación de partidos políticos libertarios cuyo objetivo es promover políticas libertarias en todo el mundo. Fue fundado por 12 partidos en 2015 y en diciembre de 2016 contaba con 19 miembros.

## Miembros actuales
| País            | Partido                          | Fundación   |
| --------------- | -------------------------------- | ----------- |
| Alemania        | Partido de la Razón              | 2009        |
| Argentina       | Partido Libertario               | 2018        |
| Australia       | Partido Liberal Demócrata        | 2001        |
| Bélgica         | Parti Libertarien                | Desconocido |
| Canadá          | Partido Libertario               | 1973        |
| Georgia         | Girchi                           | 2015        |
| Estados Unidos  | Partido Libertario               | 1971        |
| Francia         | Parti Libertarien                | Desconocido |
| Italia          | Movimiento Libertario            | Desconocido |
| Noruega         | Los Liberales                    | 2014        |
| Polonia         | Libertad y Esperanza             | 2015        |
| Países Bajos    | Partido Libertario               | 1993        |
| Portugal        | Partido Libertario               | 2016        |
| República Checa | Partido de los Ciudadanos Libres | 2017        |
| Rusia           | Partido Libertario               | 2008        |
| Uruguay         | Partido Libertario               | 2018        |
| Escocia         | Libertarios Escoceses            | 2021        |
| Suiza           | up! Switzerland                  | 2019        |
| Suecia          | Liberala partiet                 | 2004        |
| Reino Unido     | Partido Libertario               | 2008        |